# Алдейя-ду-Бішпу (Пенамакор)
Алдейя-ду-Бішпу (порт. Aldeia do Bispo; МФА: [aɫ.ˈdɐj.ɐ du ˈbiʃ.pu]) — парафія в Португалії, у муніципалітеті Пенамакор. Розташована в східній частині країни, на теренах історичної португальської провінції Бейра. Входить до складу округу Каштелу-Бранку. За адміністративним поділом, чинним до 1976 року, терени парафії були складовою провінції Нижня Бейра. Належить до Порталегрівсько-Каштелу-Бранківської діоцезії Католицької церкви. Патрон — святий Варфоломій. Площа — 6,4745 км². Населення — 676 ос. (2011). Слабо урбанізований регіон. Густота населення — 104,41 осіб/км²
. Код — 050702.

## Населення
| Кількість мешканців | Кількість мешканців | Кількість мешканців | Кількість мешканців | Кількість мешканців | Кількість мешканців | Кількість мешканців | Кількість мешканців | Кількість мешканців | Кількість мешканців | Кількість мешканців | Кількість мешканців | Кількість мешканців | Кількість мешканців | Кількість мешканців |
| ------------------- | ------------------- | ------------------- | ------------------- | ------------------- | ------------------- | ------------------- | ------------------- | ------------------- | ------------------- | ------------------- | ------------------- | ------------------- | ------------------- | ------------------- |
| 1864                | 1878                | 1890                | 1900                | 1911                | 1920                | 1930                | 1940                | 1950                | 1960                | 1970                | 1981                | 1991                | 2001                | 2011                |
| 769                 | 873                 | 1 031               | 1 124               | 1 475               | 1 394               | 1 597               | 1 777               | 2 354               | 2 017               | 1 560               | 953                 | 908                 | 748                 | 676                 |